# Johannes Petrus Gerardus Thiebout
J.P.G. Thiebout (Zwolle, 6 maart 1873 - Zwolle, 25 november 1941) was een Nederlands scheepsbouwer, -ontwerper en oprichter van N.V. werf ‘De Amstel’.

## Levensloop
Thiebout studeerde na de lagere school en de middelbare school enige jaren scheepsbouwkunde in Delft. Doordat hij aan zijn rechterarm en rechterbeen gehandicapt was en een zwakke gezondheid had kon hij deze studie niet afmaken. Wel bleef hij geïnteresseerd in de scheepsbouw. In 1902 verschijnt in 'Het Nederlandsche Zeewezen' een publicatie over een eenheidsklasse zeilboot van zijn hand.
In 1903 trekt Thiebout naar Ouder-Amstel waar hij compagnon wordt van G. Baay. Op de werf van de firma Baay en Thiebout worden meerdere zeil- en motorjachten gebouwd zoals het stalen motorjacht 'Hortense' (1905) en het zeiljacht 'Harry' (1905). De werf loopt goed maar de samenwerking tussen Baay en Thiebout gaat moeilijk, Thiebout is ontwerper maar geen zakenman.
Op 6 juli 1908 richtte Thiebout de Naamloze Vennootschap Scheepswerf 'De Amstel' te Ouder-Amstel op. Thiebout woonde in een woonark genaamd 'De Ark'. 
Thiebout ontwierp en bouwde niet alleen voor opdrachtgevers maar ook voor zichzelf. 
Tot 1919 gaat het nog zeer goed met de werf in Ouder Amstel, maar in 1923-1924, de beruchte crisisjaren, stopt Thiebout en sluit de werf. Hijzelf gaat terug naar zijn geboorteplaats Zwolle waar hij eerst bij zijn moeder, die sinds 1903 weduwe is, gaat wonen. Later woont hij op kamers in de Diezerstraat. Op 27 november 1930 treedt hij in het huwelijk met Frieda Jacoba Auguste Wispelweij, geboren te Zwolle op 22 juni 1882. Zij komt uit een familie, die een ijzergieterij in Zwolle had. Hij gaat door met ontwerpen van schepen.
Van beroep wordt J.P.G. Thiebout inspecteur der Algemene Bewaarplaatsen en Reclame Maatschappij, dat houdt in dat hij belast is met de controle van de rijwielbewaarplaatsen bij de stations van de Nederlandse Spoorwegen en de reclameborden die daar zijn geplaatst. Zijn rayon is de provincie Friesland, Groningen, Drenthe, Overijssel en Gelderland.
Thiebout overlijdt in 1941.

## Scheepsontwerpen
In zijn tijd behoort Thiebout tot de experimentele ontwerpers en zijn ontwerpen zijn soms zeer gewaagd. Tevens geeft hij les in tekenen o.a. aan de vader van de Kroes Bootbouwers.
Scheepswerf N.V. de Amstel bouwde van 1908 tot 1924 naast zeil- en motorjachten ook werkschepen en directievaartuigen in hout en staal etc. De werf is gevestigd aan de Omval op de hoek van de Ringsloot te Ouder-Amstel. Sinds 1741 was op die plek al een scheepstimmerwerf gevestigd. In die tijd ging Thiebout een samenwerking aan met Lion Chachet, die meerdere jachten van Thiebout van een fraai interieur voorzag.
In het tijdschrift 'The Yachting and Boating Monthly' van maart 1910 wint hij een eerste prijs met een single-hander. In de 'Watersport' van 1917 komt hij uitvoerig op deze alleenzeiler terug. Pas in 1917 wordt dit scheepje gebouwd en Thiebout zwerft daar wekenlang mee over de Zuiderzee.
In 1914 bouwde de werf de salonboot 'Clasina' met een interieur door Lion Chachet ontworpen, die nu nog in de vaart is als salonboot vanuit Heeg. 
De heer Blijdenstein gaf Thiebout in 1914 opdracht tot het bouwen van een boeier van ruim 10 meter, de 'Ouderhoek' (naar het buiten aan de Vecht van Blijdenstein), die ook nog in de vaart is. Ook hiervan werd het interieur door Lion Chachet ontworpen.  
In 1933 wint hij een prijs met een ontwerp wat later ook wordt gebouwd.

## Werk in openbare collecties
- Maritiem Museum, Rotterdam[1], scheepstekeningen geschonken door weduwe F.J.A. Thiebout-Wispelweij in 1946